# Фармацевтична промисловість
Фармацевтична промисловість — галузь промисловості, пов'язана з дослідженням, розробкою, масовим виробництвом, вивченням ринку і розподілом лікарських засобів, переважно призначених для профілактики, полегшення і лікування хвороб. Фармацевтичні компанії можуть працювати з дженериками чи оригінальними (брендовими) препаратами. Вони підпорядковані різноманітності законів і інструкцій щодо патентування лікарських засобів, клінічних і доклінічних випробувань і особливостей маркетингу готових до продажу продуктів. В наш час[коли?] фармацевтична промисловість одна з найбільш успішних і впливових галузей, відгуки про яку можуть бути суперечливі.

## Історія розвитку
Виробництво лікарських засобів було відомо ще в глибоку давнину. Виникнення промислових підприємств з виробництва медикаментів відноситься до кінця XIX ст. Особливо швидко стали виникати вони на початку ХХ ст. після відкриття синтетичних препаратів. Найбільш інтенсивно розвивалося виробництво медикаментів в Німеччині, Великій Британії, Швейцарії; з багатьох видів медикаментів до 2-ї світової війни 1939-45 Німеччина панувала на світовому ринку. У 70-х рр.. сильно зросло виробництво синтетичних медикаментів та антибіотиків у США і Великій Британії. Розвиток промисловості спирається на досягнення хімічної науки.

### Розвиток фармацевтичної промисловості в Україні
Хіміко-фармацевтична промисловість в Україні розвинулася досить давно, чому сприяла наявність місцевої сировини (мінеральні солі, спирт, брам, лікуванні води тощо). Піонерами її були споч. чужинці: лабораторії — І. Зінґера (заснована 1874), П. Леґрана (1875) і К. Левітона (1884) — всі три в Одесі, пізніше постали ін, фармацевтичні лабораторії: Ф. Деля в Лубнях, С. Снапіра в Кременчуці, К. Дебу біля Слов'янського, К. Шмідта й А. Марцінчика в Києві. У 1914 році найбільшими підприємствами хіміко-фармацевтичної промисловості були лабораторії заводів «Санітас», «Стелля», «Лябор», «Фарм-ґален». Аж до другої світової війни велику ролю відогравали аптеки, в яких за рецептами лікарів виготовляли ліки зі складових (найчастіше імпортованих) матеріалів. Однією з перших аптек в Україні була аптека у Львові (1392 — 1400); від початку 18 століття постали аптеки в Глухові (1707) і Лубнях. 1896 у Києві було всього 7 аптек; перша з них була аптека Бунґе (1728).
В УССР після першої світової війни усі незруйновані підприємства зосереджено у так званому «Укрмедторзі» й з об'єднаних менших підприємств створено більші фармацевтичні заводи (ім. Свердлова, «Здоров'я трудящим», «Червона зоря»). Розпочато заходи для виготовлення з лікарських рослин медичних препаратів у Лубнях і Житомирі. Безпосередньо перед другою світовою війною побудовано нові фармацевтичні заводи в Одесі та Львові. Але виробництво складніших ліків і препаратів (або вітамінів) перебувало ще в експериментальній стадії, покищо лише з лабораторіях науково-дослідних інститутів (головні з них: Український Інститут Експериментальної Фармації та Всеукраїнський науково-досоідний інститут ендокринології й органотерапії, обидва в Харкові). Потреба населення в медикаментах покривалася лише на 50-60%, важливіші ліки одержували лише великі лікарні та поліклініки. До 1935 року більші фармацевтичні підприємства УРСР перебували у віданні народного комісаріату здоров'а УРСР, але в 1935-1937 роках великі заводи були підпорадковані Москві, і відтоді хіміко-фармацевтична промисловість працювала за планами та програмами, визначеними «главками» московських міністерств.
Стан хіміко-фармацевтичної промисловості помітно покращився аж у 1950-х роках. Тоді наладнано продукцію антибіотиків, у першу чергу типу пеніциліни та стрептоміцини (завод ім. Свердлова); неоцид та ґлюкозокадази почали випускати в 1963-1965 роках; імацину та левіміцентину пізніше. В Україні побудовано нові заводи вітамінів і рослинних антибіотиків (в Умані, Борщагівці та Дарниці). У 1957 році почали масово продукувати протитифозні вакцини, а також біогенні стимулятори (в Лубнях і Одесі). Розбудовано випуск зуболікарських препаратів у Харкові, медичного гіпсу в Щирці, гігроскопічної вати в Чернівцях. У 1964 році на Дарницькому заводі наладнано виробництво іньєкційних розчинів в ампулах. У 1950-1960-х роках почали вироблати фітохімічні препарати для лікуванна та контролю серцево-судинної системи (строфантин, гетоксин, давкарин, корглікон, резерпін); їх випуск був зконцентрований на фабриці «Здоров'я трудящим» (Харків) і на
Львівському хіміко-фармацевтичному заводі
У 1980 році в Україні працювали 24 великі фармацевтичні заводи, та 30 - допоміжного профілю. Асортимент продуктів хіміко-фармацевтичної промисловості охоплював на початок 1970-х років близько 900 назв, у тому числі низку вітамінних препаратів. Частина готових, масово випродукованих ліків у рецептурі аптек України становила 1974 році близько 65% (у США 95%); 35% ліків виготовляли аптеки. Деякі препарати виготовляли окремі цехи заводів інших галузей промисловості, наприклад, глюкозу продукує Верхньодніпровський крохмальний завод, органотерапевтичні препарати з тваринної сировини — цехи-лабораторії м'асокомбінатів у Полтаві, Вінниці, Донецьку, Ворошиловграді. Водночас велику кількість найновіших, експериментальних ліків комплексної структури випускають лабораторії науково-дослідних інститутів не лише фармацевтичного профілю, але й Інститут колоїдної хімії та хімії води АН УРСР, інститути ендокринології та токсикології (в Харкові та Києві), Інститут Органічної Хімії АН УРСР й інші. Ріст продукції хіміко-фармацевтичної промисловості за повоєнні роки видно з таблиці нижче.

### УРСР у 1950— 1975 pp
Продукціа деяких хім.-фармацевтичних виробів в УРСР у 1950 — 1975 pp.
| Продукти                                          | 1950 | 1965 | 1970 | 1975 |
| ------------------------------------------------- | ---- | ---- | ---- | ---- |
| Готові ліки, млн пакетів чи флаконів              | 114  | 642  | 927  | 1302 |
| Готові вакцини в млн ампуль                       | 59   | 439  | 572  | 700  |
| Вітаміни у формі таблеток чи драже (т)            | 381  | 1779 | 2293 | 3637 |
| Синтетичні вітаміни (т)                           | 0,19 | 39,7 | 147  | 304  |
| Сировина (і півфабрикати) з лікарських рослин (т) | 217  | 1444 | 2653 | 3952 |
| Зуболікарські апарати                             | 821  | 1092 | 1781 | 2067 |

У 1970-х pp. хімічно-фармацевтична промисловість покривала близько 80 % потреби в ліках установ та пацієнтів. Не вистачає деяких сульфоамідних препаратів, анальгезувальних засобів антикоагулянтів, галенових препаратів та ін. Досить примітивне було упакування готових ліків; щойно побудова двох нових спеціальних зав. (у Мар'янівці і Баківці на Житомирщині та в с. Кодра на Київщині) 1975 дещо поліпшила ситуацію. Пізно наладнано виробництво розпилювачів для хвороб носа, горла (на Білгород-Дністровському зав., повної потужности він досяг лише під кінець 1970-х pp.), а також рентґенологічних і автоматично рекордуючих фільмових плівок для модерної апаратури, пов'язаної з технікою комп'ютерної діагностики. На початку 1980-х pp. мед.-лікувальна автоматика та комп'ютери застосувались уже в кількох спеціалізованих лікарнях УССР, зокрема в секторі онкології та ендокринології.
Науково-дослідні інститути видають два журнали: «Фармацевтичний журнал» (6 разів на рік), та «Украинский биохимический журнал" (6 разів на рік), а також періодичний збірник «Фармакологія та лікарська токсикологія» (у минулому «Фармакология и токсикология»).